# Tancas serradas a muru

Tancas serradas a muru ce sont les vers que le poète aveugle Melchiorre Murenu avait composés vers 1823. Ces vers sont devenus une chanson d'auteur d'inspiration folklorique et font depuis longtemps partie de la culture et de la tradition populaire sardes. La pièce était très populaire dans l'île et était interprétée par les différents chœurs à la manière du canto a tenore. Le premier chœur qui l'a enregistré était le Coro Supramonte d'Orgosolo qui, finalement, l'a sorti en 1974.
Au début des années 1960, les vers ont été mis en musique par Luciano Berio pour voix de mezzo-soprano, flûte, clarinette, harpe, percussions, alto et violoncelle. La pièce a été portée à l'attention internationale après que Luciano Berio l'ait incluse dans la collection Folk Songs de 1964, où l'interprète était sa femme Cathy Berberian.

## L'histoire et le texte
Les vers avaient été composés peu après l'entrée en vigueur de l'Editto delle chiudende, une disposition législative émise le 6 octobre 1820 par le  roi de Sardaigne Vittorio Emanuele I et publié en 1823. Cet acte autorisait la clôture des terres communes de facto, mais soumises à un usage collectif, élargissant ainsi le champ de la jouissance des propriétés.
Le poème se compose d'un seul quatrain en sarde logudorais.

## Paroles
| Original                                                                                               | Traduction en français                                                                                             |
| --- | --- |
| Tancas serradas a muru, Fattas a s’afferra afferra, Si su chelu fit in terra, che l’aian serradu puru. | Enclos fermés par des murs, fait par les accapareurs; si le paradis était sur terre, ils l'auraient clôturé aussi. |

## Enregistrements
- 1974, Coro Supramonte, Fonit Cetra LPP 244
- 1984, Maria Carta, sur l'album Sonos 'e memoria
- 1988, Bertas sur le LP Unu mundu bellissimu
- 2005, Osvaldo Golijov sur le CD Ayre, avec Dawn Upshaw & The Andalucian Dogs, Deutsche Grammophon GmbH, Hamburg [1].